# Sedum woronowii
Sedum woronowii är en fetbladsväxtart som beskrevs av R.-hamet. Sedum woronowii ingår i Fetknoppssläktet som ingår i familjen fetbladsväxter. Inga underarter finns listade i Catalogue of Life.